# Кишкуншаг (национальный парк)
Кишкуншаг (венг.  Kiskunsági Nemzeti Park ) — национальный парк в южной части Венгрии, в регионе Южный Альфёльд на территории медье Бач-Кишкун.
Площадь парка — 530 км². Парк основан в 1975 году, объявлен ЮНЕСКО биосферным заповедником, сохраняющим нетронутые образцы степной экосистемы.
Крупнейший город рядом с парком — Кечкемет, там же расположено и бюро, организующее визиты в заповедник.
Название парк получил по имени исторической области Кишкуншаг (Малая Кумания) в междуречье Дуная и Тисы, на территории которой он расположен. Парк лежит в самом центре Среднедунайской равнины. Здесь мало рек, климат довольно засушливый, много песчаников, заболоченных и засолённых лугов. Возвышенности практически отсутствуют.
Парк состоит из 7 несвязанных друг с другом охраняемых территорий, разбросанных по всему Кишкуншагу.
В парке обитает популяция дрофы, большое количество разнообразных водоплавающих птиц. Солёные озёра парка служат пристанищем перелётным птицам во время сезонных миграций.